# Yannick Meyer
Yannick Meyer (19 oktober 1988) is een Belgische atleet, die gespecialiseerd is in sprint. Hij veroverde één Belgische titel.

## Biografie
Meyer werd in 2015 voor het eerst Belgisch kampioen op de 100 m. 
Hij is aangesloten bij AC Waasland.

## Belgische kampioenschappen
| Onderdeel | Jaar |
| --------- | ---- |
| 100 m     | 2015 |

## Persoonlijke records
Outdoor
| Onderdeel | Prestatie | Wind     | Datum       | Plaats       |
| --------- | --------- | -------- | ----------- | ------------ |
| 100 m     | 10,60 s   | +1,0 m/s | 4 juli 2015 | Sint-Niklaas |

Indoor
| Onderdeel | Prestatie | Datum            | Plaats |
| --------- | --------- | ---------------- | ------ |
| 60 m      | 6,85 s    | 21 februari 2015 | Gent   |

## Palmares

### 60 m
- 2015:  BK indoor AC – 6,85 s
- 2016:  BK indoor AC – 6,87 s

### 100 m
- 2015:  BK AC – 10,63 s
- 2016:  BK AC – 10,75 s